# Paracerceis richardsonae
Paracerceis richardsonae är en kräftdjursart som beskrevs av Atilio Lombardo 1988. Paracerceis richardsonae ingår i släktet Paracerceis och familjen klotkräftor. Inga underarter finns listade i Catalogue of Life.